# Extraterrestrial Live
Extraterrestrial Live – trzeci album koncertowy grupy Blue Öyster Cult z 1982 roku. W połowie trasy koncertowej w 1981 roku doszło do zmiany składu – w miejsce Alberta Boucharda zastąpił nowy perkusista Rick Downey. Nagrania dotarły do 29. miejsca listy Billboard 200 w USA.

## Lista utworów
1. "Dominance and Submission" – 5:56
2. "Cities on Flame with Rock and Roll" – 5:19
3. "Dr. Music" – 3:40
4. "The Red and the Black" – 4:39
5. "Joan Crawford" – 5:17
6. "Burnin' for You" – 4:50
7. "Roadhouse Blues" – 9:06 (cover The Doors)
8. "Black Blade" – 6:17
9. "Hot Rails to Hell" – 5:03
10. "Godzilla" – 7:46
11. "Veteran of the Psychic Wars" – 8:11
12. "E.T.I. (Extra Terrestrial Intelligence)" – 5:20
13. "(Don't Fear) The Reaper" – 6:42

- utwór 1 - Mid-Hudson Civic Centre, Poughkeepsie, Nowy Jork, 11 lutego 1980 dla transmisji King Biscuit Flower Hour.
- utwór 8 - Nassau Coliseum, Long Island, Nowy Jork, 17 października 1980
- utwory 4, 5, 6, 10, 11, 12, 13 - Hollywood Sportatorium, Hollywood, Floryda, 9 października 1981
- utwór 7 - The Country Club, Reseda, Kalifornia, 15 grudnia 1981
- utwory 3, 9 - Nassau Coliseum, Long Island, Nowy Jork, 30 grudnia 1981
- utwór 2 - Tower Theater, Filadelfia, 31 grudnia 1981

## Twórcy
- Eric Bloom – wokal, gitara rytmiczna, instrumenty klawiszowe
- Donald "Buck Dharma" Roeser – gitara prowadząca, wokal
- Allen Lanier – gitara rytmiczna, instrumenty klawiszowe
- Joe Bouchard – gitara basowa, wokal
- Rick Downey – perkusja
- Albert Bouchard – perkusja w "Dominance and Submission" i "Black Blade"

### Gościnnie
- Robby Krieger – gitara w utworze "Roadhouse Blues"

### Produkcja
- Sandy Pearlman - producent, management
- George Geranios - producent, nagłośnienie, inżynier, miks
- Paul Mandl - asystent inżyniera, edytor
- Rod O'Brien, Deve Hewitt - inżynierowie dźwięku
- Paul Stubblebine - mastering